# Fulvia di Randan
Fulvia Pico della Mirandola, contessa di Randan (1º giugno 1534 – Billom, 14 settembre 1607), è stata una nobildonna italiana naturalizzata francese.
Prestò servizio alla corte di Francia come Dama d'onore della regina di Francia, Luisa di Lorena-Vaudémont, dal 1583 al 1601.

## Biografia
Figlia di Galeotto II Pico della Mirandola, conte della Mirandola e Ippolita Gonzaga, in giovane età fu condotta insieme alle sorelle Silvia e Livia da Caterina de' Medici alla corte di Francia.
Nel 1555 sposò Charles de La Rochefoucauld, conte di Randan (1523-1562),  che morì durante l'assedio di Rouen del 1562 per le ferite ricevute in quello di Bourges combattendo per il Re contro i calvinisti.
Nel 1572 giunse, insieme alla sorella Silvia, da Parigi alla Mirandola per tentare di placare gli aspri contrasti tra la cognata Fulvia da Correggio (reggente in nome del figlio Galeotto III Pico della Mirandola) e il fratello Luigi Pico, senza riuscirci e consigliando pertanto al fratello di partire a novembre per la Francia per far calmare le acque. Nel 1574, al ritorno di Luigi e Silvia da Parigi dopo la morte di Carlo IX di Francia, Fulvia da Correggio sbarrò loro le porte di Mirandola in faccia. La contessa di Randan, indignata per tale gesto, uscì dal castello di Mirandola per andar incontro al fratello e leggere al popolo una lettera inviatale dal re di Francia allo scopo di scatenare una sommossa. Il risultato fu però che anch'essa si vide sbarrato il portone della città, cosicché non potendo più rientrare dovette ritirarsi a Reggio nella residenza del fratello Luigi.
Nel 1583, fu nominata nell'ufficio di Première dame d'honneur per la nuova regina consorte di Francia, Luisa di Lorena. Le fu assegnata la posizione su esplicita richiesta della regina, che era attratta dalla sua pietà, anche se il re la trovò troppo austera per la corte reale e, sebbene avesse esaudito il desiderio della regina, divise l'incarico in due e nominò la più alla moda Louise de Cipierre per condividere l'ufficio con lei: peraltro la De Cipierre morì solo due anni dopo, per cui la contessa di Randan non dovette più condividere l'ufficio. Come Première dame d'honneur, era responsabile delle dame di corte, controllando il bilancio, gli acquisti, il conto annuale e l'elenco del personale, la routine quotidiana e le presentazioni alla regina.
Fulvia di Randan è stata descritta come una bellezza e una fanatica cattolica, determinata a vivere la sua vita in un eterno periodo di lutto dopo che rimase vedova, e nota per il suo sostegno alla Lega cattolica durante le guerre di religione francesi. Nel 1570 divenne nota per aver sostenuto il matrimonio tra Margherita di Valois ed Enrico di Guisa. Fu esplicita riguardo al suo sostegno alla Lega cattolica, dimostrandolo sia durante la rivolta cattolica nel 1585 che durante il conflitto tra il re e la Lega nel 1588.
Brantôme la descrisse così: 
(Brantôme)

## Discendenza
Fulvia Pico e Charles de la Rochefoucauld ebbero quattro figli:
- François (1558-1645), cardinale

## Ascendenza
|                             |                       |                                          | Genitori                          |  |  | Nonni |  |  | Bisnonni        |  |  | Trisnonni            |  |
|                             |                       |                                          |                                   |  |  |       |  |  | Galeotto I Pico |  |  | Gianfrancesco I Pico |  |
|                             |                       |                                          |                                   |  |  |       |  |  | Galeotto I Pico |  |  | Gianfrancesco I Pico |  |
|                             |                       | Giulia Boiardo                           |                                   |  |  |       |  |  | Galeotto I Pico |  |  |                      |  |
| Ludovico I Pico             |                       |                                          |                                   |  |  |       |  |  | Galeotto I Pico |  |  |                      |  |
|                             |                       | Bianca d'Este                            | Niccolò III d'Este                |  |  |       |  |  |                 |  |  |                      |  |
|                             |                       | Bianca d'Este                            | Niccolò III d'Este                |  |  |       |  |  |                 |  |  |                      |  |
|                             |                       | Bianca d'Este                            | Anna de' Roberti                  |  |  |       |  |  |                 |  |  |                      |  |
| Galeotto II Pico            |                       | Bianca d'Este                            |                                   |  |  |       |  |  |                 |  |  |                      |  |
|                             |                       | Gian Giacomo Trivulzio                   | Antonio Trivulzio                 |  |  |       |  |  |                 |  |  |                      |  |
|                             |                       | Gian Giacomo Trivulzio                   | Antonio Trivulzio                 |  |  |       |  |  |                 |  |  |                      |  |
|                             |                       | Gian Giacomo Trivulzio                   | Francesca Visconti                |  |  |       |  |  |                 |  |  |                      |  |
| Francesca Trivulzio         |                       | Gian Giacomo Trivulzio                   |                                   |  |  |       |  |  |                 |  |  |                      |  |
|                             |                       | ?                                        | ?                                 |  |  |       |  |  |                 |  |  |                      |  |
|                             |                       | ?                                        | ?                                 |  |  |       |  |  |                 |  |  |                      |  |
|                             |                       | ?                                        | ?                                 |  |  |       |  |  |                 |  |  |                      |  |
| Fulvia Pico della Mirandola |                       | ?                                        |                                   |  |  |       |  |  |                 |  |  |                      |  |
|                             | Gianfrancesco Gonzaga | Ludovico II Gonzaga, marchese di Mantova |                                   |  |  |       |  |  |                 |  |  |                      |  |
|                             | Gianfrancesco Gonzaga | Ludovico II Gonzaga, marchese di Mantova |                                   |  |  |       |  |  |                 |  |  |                      |  |
|                             | Gianfrancesco Gonzaga | Barbara di Brandeburgo                   |                                   |  |  |       |  |  |                 |  |  |                      |  |
| Ludovico Gonzaga            | Gianfrancesco Gonzaga |                                          |                                   |  |  |       |  |  |                 |  |  |                      |  |
|                             |                       | Antonia del Balzo                        | Pirro del Balzo                   |  |  |       |  |  |                 |  |  |                      |  |
|                             |                       | Antonia del Balzo                        | Pirro del Balzo                   |  |  |       |  |  |                 |  |  |                      |  |
|                             |                       | Antonia del Balzo                        | Maria Donata Orsini               |  |  |       |  |  |                 |  |  |                      |  |
| Ippolita Gonzaga            |                       | Antonia del Balzo                        |                                   |  |  |       |  |  |                 |  |  |                      |  |
|                             |                       | Gianluigi II Fieschi                     | Gianluigi I Fieschi               |  |  |       |  |  |                 |  |  |                      |  |
|                             |                       | Gianluigi II Fieschi                     | Gianluigi I Fieschi               |  |  |       |  |  |                 |  |  |                      |  |
|                             |                       | Gianluigi II Fieschi                     | Luisetta Fregoso                  |  |  |       |  |  |                 |  |  |                      |  |
| Francesca Fieschi           |                       | Gianluigi II Fieschi                     |                                   |  |  |       |  |  |                 |  |  |                      |  |
|                             |                       | Caterina Del Carretto                    | Giovanni I Lazzarino Del Carretto |  |  |       |  |  |                 |  |  |                      |  |
|                             |                       | Caterina Del Carretto                    | Giovanni I Lazzarino Del Carretto |  |  |       |  |  |                 |  |  |                      |  |
|                             |                       | Caterina Del Carretto                    | Viscontina Adorno                 |  |  |       |  |  |                 |  |  |                      |  |
|                             |                       | Caterina Del Carretto                    |                                   |  |  |       |  |  |                 |  |  |                      |  |